# Plochtchad Revolioutsii (métro de Moscou)
Plochtchad Revolioutsii (russe : Пло́щадь Револю́ции, « place de la Révolution ») est une station de la ligne Arbatsko-Pokrovskaïa (ligne 3 bleue) du métro de Moscou, située sur le territoire de l'arrondissement Tverskoï dans le district administratif central de Moscou. Elle doit son nom à la place de la Révolution.

## Situation sur le réseau
Établie en souterrain, à 34 mètres sous le niveau du sol, la station Plochtchad Revolioutsii est située au point 08+25,3 de la ligne Arbatsko-Pokrovskaïa (ligne 3 bleue), entre les stations Kourskaïa (en direction de Chtchiolkovskaïa), et Arbatskaïa (en direction de Piatnitskoïe chosse).

## Histoire
La station Plochtchad Revolioutsii est mise en service le 13 mars 1938, lors de l'ouverture à l'exploitation de la section de Plochtchad Revolioutsii à Kourskaïa.

## Patrimoine
Les arches latérales en marbre brun rouge qui encadrent le vestibule central sont décorées à leur base de soixante-seize sculptures en bronze installées dans des niches et qui symbolisent le peuple russe bâtisseur du monde nouveau révolutionnaire. Sont figurés un géographe, des sportifs, un soldat de l'armée rouge, un inventeur, un parachutiste, un mécanicien, des parents avec un enfant, un matelot, une étudiante avec un livre, un paysan, un garde-frontière avec un chien, un marin avec un révolver, un ouvrier avec un marteau-piqueur, une oiselière avec un coq, une jeune femme avec un fusil. L'équipe de neuf sculpteurs, dirigée par le sculpteur Matveï Manizer, membre de l'académie des beaux-arts de l'URSS a créé ces statues dans l'atelier de fonderie d'art de Leningrad.

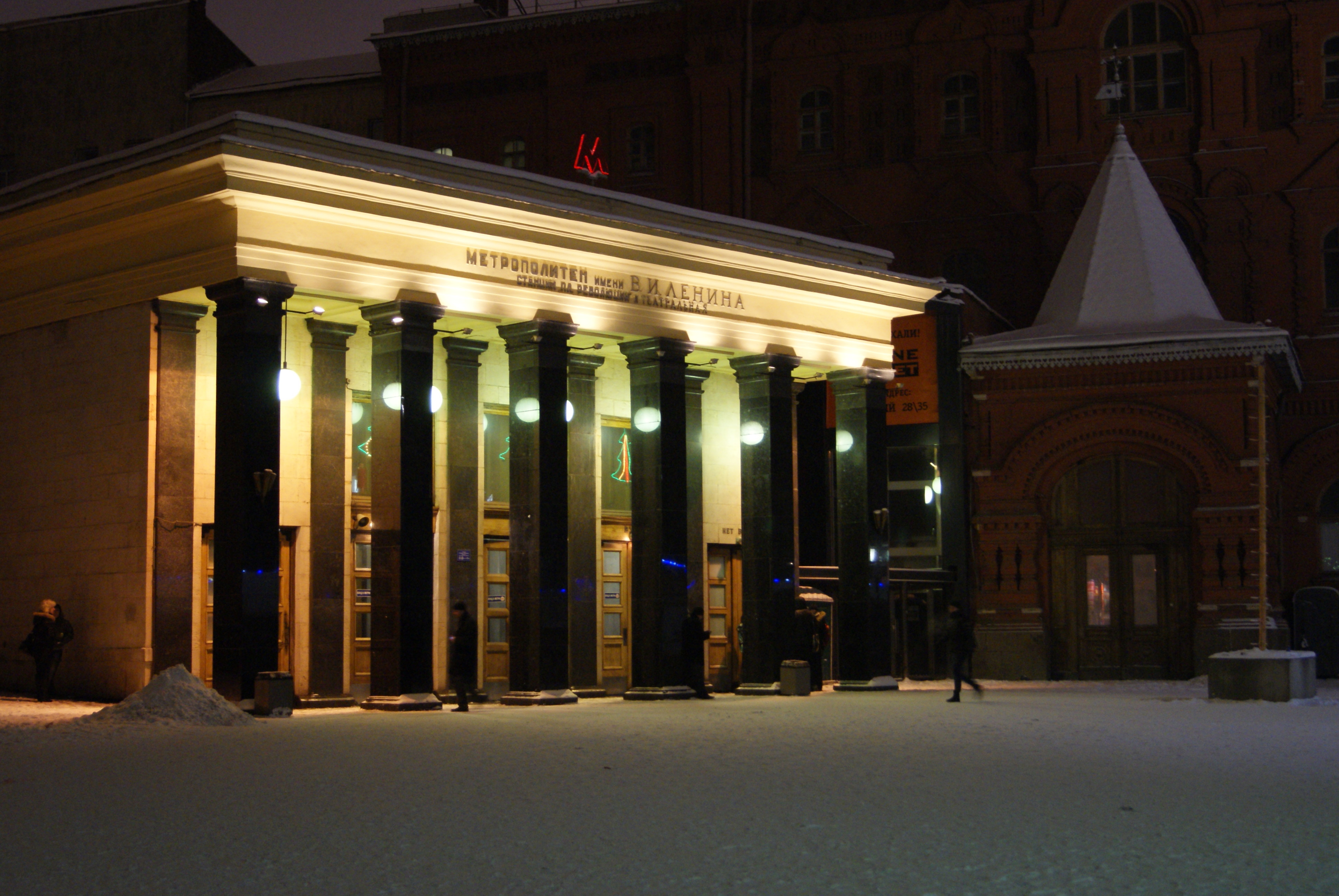
Bâtiment d'entrée de la station
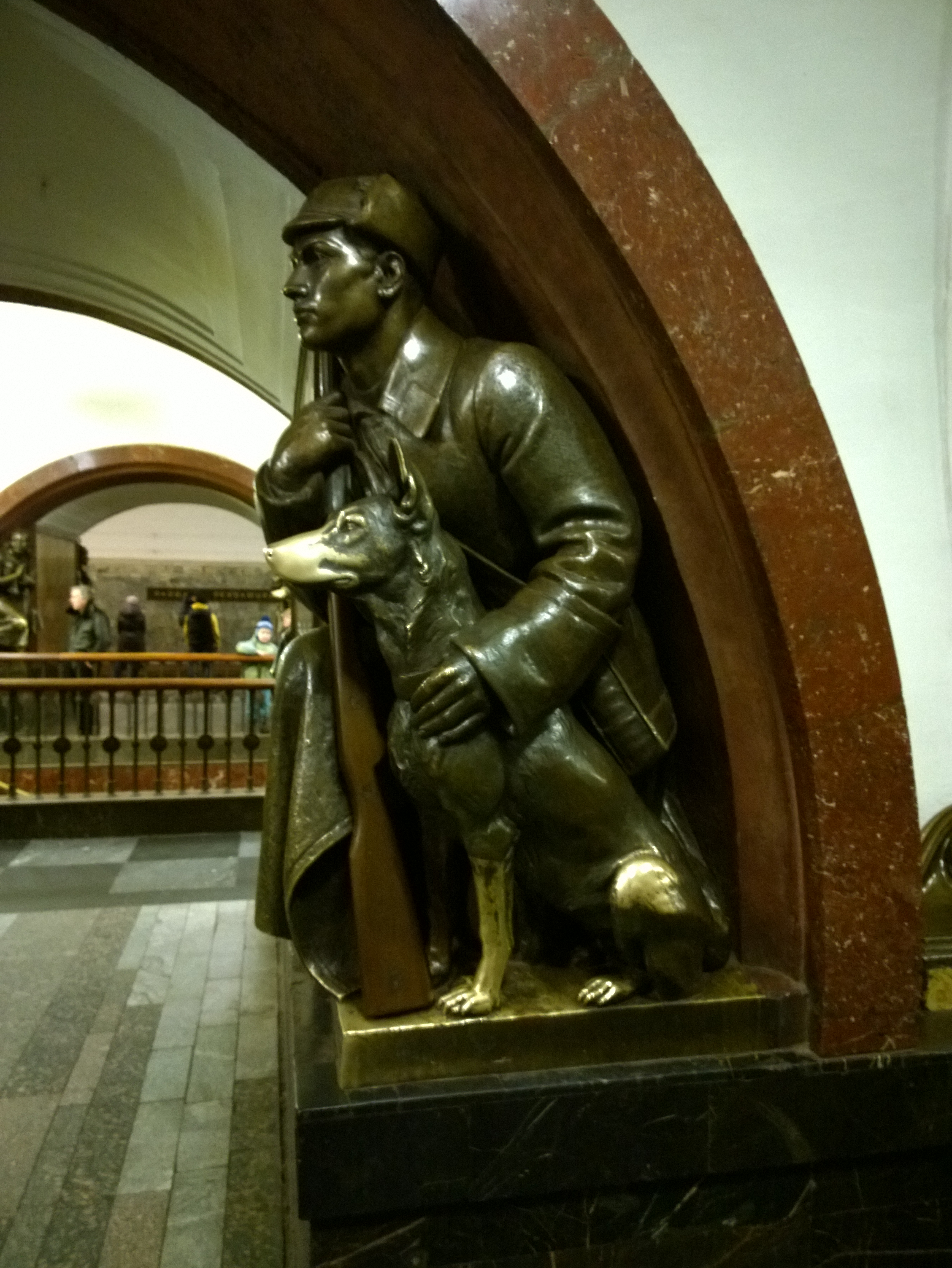
Le garde-frontière et son  chien.